# Jordan Fisher
Jordan William Fisher, född 24 april 1994 i Birmingham i Alabama, är en amerikansk skådespelare, sångare och dansare. Han inledde sin karriär med att spela återkommande roller i flera TV-serier, bland annat i The Secret Life of the American Teenager och Liv och Maddie. Han har sedan dess medverkat i flera andra produktioner, såsom Teen Beach Movie, Teen Beach 2, Grease Live! och The Flash.
Fisher är sedan november 2020 gift med Ellie Woods, med vilken han har en son, född 2022.

## Diskografi (i urval)

### EP
- 2016 – Jordan Fisher (Hollywood Records)

### Singlar
- 2016 – "All About Us"
- 2016 – "Lookin' Like That"
- 2017 – "Always Summer"
- 2017 – "Happily Ever After" (med Angie Keilhauer)
- 2017 – "Mess"
- 2019 – "Be Okay"
- 2019 – "All I Want for Christmas Is Love" (med Julianne Hough)
- 2020 – "Contact"
- 2020 – "Walking on the Ceiling"
- 2022 – "Nobody Like U" (från soundtracket till filmen Röd)

## Filmografi (i urval)

### TV-serier
| - 2009 – Icarly (TV-serie) - 2012 – The Secret Life of the American Teenager (TV-serie) - 2014 – The Thundermans (TV-serie) - 2015–2017 – Liv och Maddie (TV-serie) - 2015–2016 – Teen Wolf (TV-serie) - 2016 – Grease Live! (TV-serie) - 2016 – Bones (TV-serie) - 2017 – Strictly Come Dancing (TV-serie) (Dancing with the Stars) | - 2018–2019 – She-Ra och prinsessrebellerna (TV-serie) (röstroll) - 2018 – Dancing with the Stars: Juniors (TV-serie) - 2019–nutid – Livet enligt Archibald (TV-serie) - 2020 – Butterbeans kafé (TV-serie) (röstroll) - 2021–2022 – The Flash (TV-serie) - 2021 – High School Musical: The Musical: The Series (TV-serie) - 2021 – Star Wars: Visions (TV-serie) (röstroll) - 2021 – Karmas värld (TV-serie) (röstroll) |

### Filmer
- 2013 – Teen Beach Movie
- 2015 – Teen Beach 2
- 2020 – Till alla killar: PS. Jag gillar dig fortfarande
- 2020 – Work It
- 2022 – Röd (röstroll)
- 2022 – Hello, Goodbye, and Everything in Between
- 2024 – Förtrollningen (röstroll)